# Yasothon
Pour la province de Thaïlande, voir Province de Yasothon.
Yasothon est une ville de la région nord-est de la Thaïlande, capitale de la province du même nom, située sur la rive nord de la Chi, un sous-affluent du Mékong, à environ 500 km de Bangkok.Elle compte environ 20 000 - 25 000 habitants. 
La ville est célèbre pour son festival des fusées (Prapheni Boon Bang Fai, thaï : ประเพณีบุญบั้งไฟ ), qui s'y déroule chaque année en mai ou juin. De nombreuses fusées artisanales sont lancées dans le but d'appeler au commencement de la saison des pluies. Cette tradition existe également dans d'autres villes thaïlandaises et au Laos.

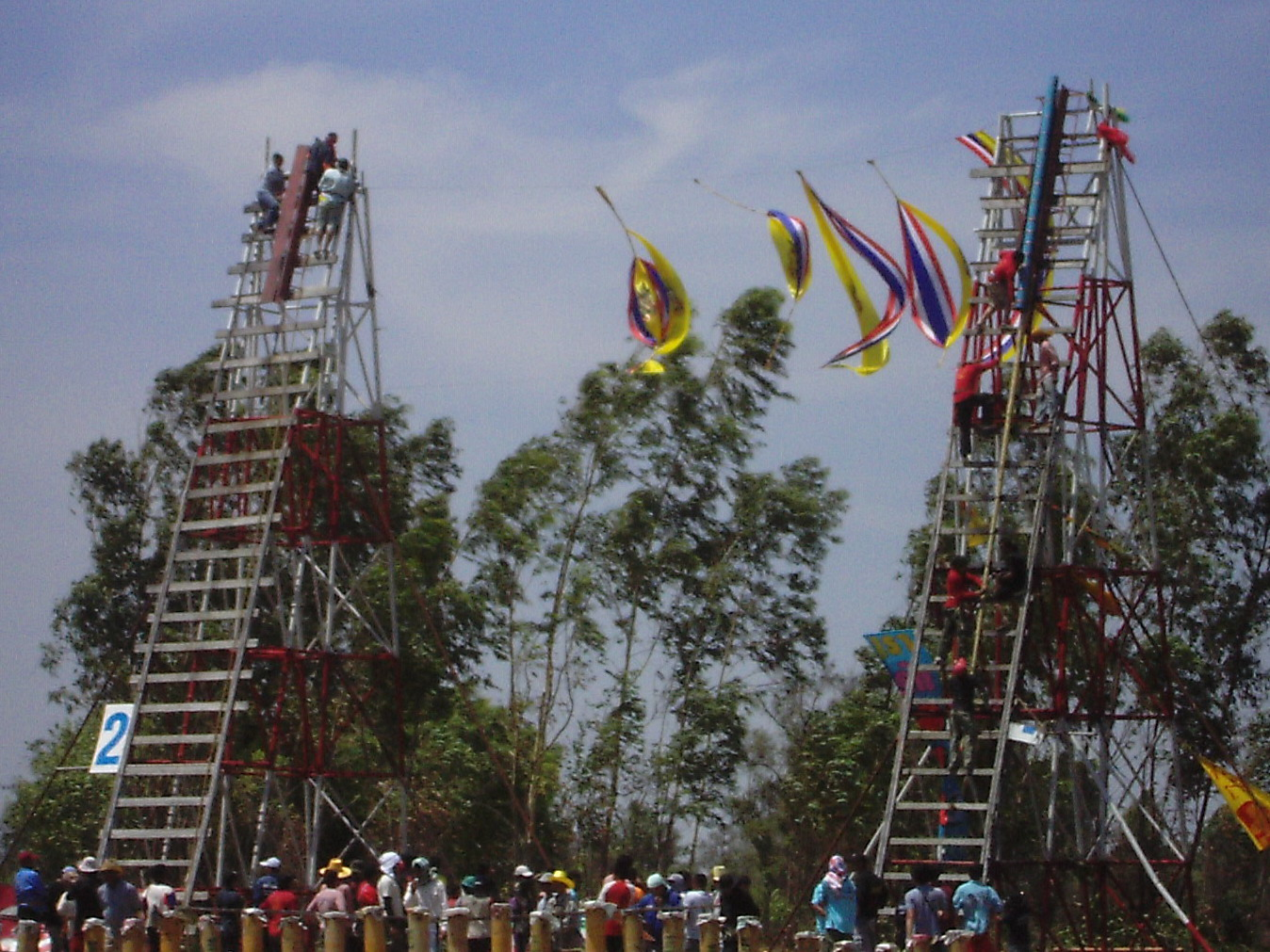
Rampes de lancement lors du festival des fusées.